# Chelidonium venereum
Chelidonium venereum är en skalbaggsart som beskrevs av Thomson 1865. Chelidonium venereum ingår i släktet Chelidonium och familjen långhorningar.
Artens utbredningsområde är Laos. Inga underarter finns listade i Catalogue of Life.